# Anton Olofson Raeder
Anton Olofson Raeder, född 18 december 1987, är en svensk röstskådespelare och dialogregissör. Han har dubbat många animerade filmer och TV-serier från Nickelodeon, Disney och Cartoon Network. Han är son till Louise Raeder och bror till Elina Raeder. Efter att ha inlett karriären 1997 som tioåring har han medverkat i över trettio produktioner fram till och med 2024 och bland annat gestaltat Peter Parker samt The Flash. Raeder är anställd av agenturen Iyuno Sweden Dub.

## Filmografi (i urval)
- 1997 – Herkules[2]
- 2002 – Tillbaka till landet Ingenstans – Peter Pan[2]
- 2003 – Mitt liv som tonårsrobot (TV-serie) - Tuck Carbunkle[2]
- 2005 – Ben 10 (2005) (TV-serie) - Ben Tennyson[3]
- 2008 – Camp Rock – Sander Loyer[2]
- 2010 – Camp Rock 2 – Sander Loyer[2]
- 2010 – Kick Buttowski – Kick Buttowski[3]
- 2012 – Drakryttarna från Dräggö (TV-serie) – Dagur och Gustav[3]
- 2012 – Haja läget! 2[4]
- 2012 – Legends of Chima[4]
- 2012 – Gravity Falls - Robbie Valentino[5][3]
- 2012 – Teenage Mutant Ninja Turtles - Michelangelo[3]
- 2012 – Dear Dracula – Myro[2]
- 2013 – A Monsterous Holiday – Spencer[2]
- 2014 –  Pac-Man och spökäventyren - Pac-Man[4]
- 2014 – Den stora nötkuppen[4]
- 2015 – Minioner[4]
- 2016 – Rädda tomten[6]
- 2017 – Den stora nötkuppen 2[4]
- 2017 – Bilar 3 – Kalle Chassi[2]
- 2018 – Spider-Man: Into the Spider-Verse[4]
- 2019 – Drottningens corgi[4]
- 2021 – Ainbo: Amazonas väktare[4]
- 2021 – Familjen Mitchell mot maskinerna - Aaron Mitchell[2]
- 2021 – PAW Patrol: Filmen[4]
- 2022 – Natt på museet: Kahmunrahs återkomst – Seth[2]
- 2022 – Hopper och jakten på mörkrets hamster – Barry[2]
- 2022 – Folk och rövare i Kamomilla stad – Jonatan[7]
- 2022 – DC League of Super-Pets – The Flash[2]
- 2023 – Elementärt – Allan / Lutz / Jordman i fönster[2]
- 2023 – Önskan – Valentino[2]
- 2023 – Mumier på äventyr – Dennis[2]
- 2023 – Wonka – Bertil[2]
- 2023 – Leo – Leo[2]
- 2024 – Jentry Chau vs. The Underworld – Ed[2]
- 2024 – Batbilarna – Batmobile “Bam”
- 2024 – Jentry Chau vs. The Underworld – Ed[2]
- 2024 – Drömproduktioner – Jacob[2]
- 2024 – IF: Låtsaskompisar – Mannen ovanför[2]
- 2024 – Insidan ut 2 – Pinsamhet och Magväskan[8]
- 2025 – A Minecraft Movie - Steve[2]